# Izberbasj
Izberbasj (ryska Изберба́ш) är en stad i Dagestan i Ryssland. Staden har en yta på 13,79 km2, och den hade 56 914 invånare år 2015.